# باتريك جاريت
باتريك جاريت (بالإنجليزية: Patrick Jarrett)‏ هو منافس ألعاب قوى جامايكي، ولد في 1972.

## وصلات خارجية
- باتريك جاريت على موقع الاتحاد الدولي لألعاب القوى (الإنجليزية)
- باتريك جاريت على موقع أوليمبيديا (الإنجليزية)